# Nekrolog 1519
Nekrolog
◄◄
| ◄
| 1515
| 1516
| 1517
| 1518
| 1519 | 1520 | 1521 | 1522 | 1523 | ► | ►►
Weitere Ereignisse | Allgemeiner Nekrolog 1519
Die Beschreibung der verstorbenen Person sollte so kurz wie möglich gehalten sein und nur deren signifikante Tätigkeit(en) enthalten.
Neue Namen ggf. auch unter dem Geburts- und Sterbedatum, also etwa unter 1. Januar und im Geburts- und Sterbejahr (2024) eintragen (nur bei entsprechender großer Wichtigkeit). Für Beispiele siehe die schon vorhandenen Artikel.
Außerdem über die fünf zuletzt Verstorbenen, zu denen es einen ausreichend guten Artikel für eine Präsentation auf der Hauptseite gibt, nach der todesbedingten Überarbeitung der Artikel ggf. auch unter Wikipedia Diskussion:Hauptseite informieren und sie am besten auch in den anderen Wikipedia-Sprachversionen eintragen. Tipp: Regelmäßig bei news.google.de nach „ist tot“, „gestorben“ oder „verstorben“ suchen.
Wenn eine Person gestorben ist, gibt es viele Seiten zu dieser Person in der Wikipedia, die davon auch betroffen sind und entsprechend aktualisiert werden müssen. Beispiele: Namenübersichtsseite, Geburtsjahr, Geburtsort-Seiten und viele mehr.
Wie finde ich die betroffenen Seiten?
Im Suchfeld auf der linken Seite gibt man den Suchbegriff so ein: „Vorname Nachname“. Dann klickt man auf Volltext und alle Seiten mit entsprechendem Suchtext werden aufgerufen. Hier sieht man dann schnell, wo auch das Todesjahr Sinn macht oder sogar ein Teil des Artikels angepasst werden muss. Auch hilft das „Werkzeug“ auf der linken Seite sehr gut, um solche Seiten aufzufinden: „Links auf diese Seite“. Somit ist die Wikipedia wieder aktuell in allen Bereichen! Hinweis: bei Eintragung der Kategorie „Gestorben JAHR“ wird der Missbrauchsfilter 49 ausgelöst, was jedoch nicht schlimm ist. Siehe: Spezial:Missbrauchsfilter/49
Dies ist eine Liste von im Jahr 1519 verstorbenen bekannten Persönlichkeiten. Die Einträge erfolgen innerhalb der einzelnen Daten alphabetisch sortiert. Tiere sind im Nekrolog für Tiere zu finden.

## Januar
| Tag        | Name                  | Beruf, bekannt als                                                    | Alter | Beleg |
| ---------- | --------------------- | --------------------------------------------------------------------- | ----- | ----- |
| 1. Januar  | Ulrich Pinder         | Stadtarzt in Nürnberg und als Verfasser medizinischer Schriften tätig |       |       |
| 12. Januar | Maximilian I.         | Kaiser des Heiligen Römischen Reiches                                 | 59    |       |
| 21. Januar | Luigi d’Aragona       | Kardinal der katholischen Kirche                                      | 44    |       |
| Januar     | Maria von Baden       | Äbtissin von Lichtenthal                                              | 45    |       |
| Januar     | Vasco Núñez de Balboa | spanischer Entdecker, Konquistador und Abenteurer                     |       |       |

## Februar
| Tag        | Name                      | Beruf, bekannt als                                                         | Alter | Beleg |
| ---------- | ------------------------- | -------------------------------------------------------------------------- | ----- | ----- |
| 6. Februar | Lorenz von Bibra          | Fürstbischof von Würzburg                                                  |       |       |
| 9. Februar | Václav Koranda von Pilsen | utraquistischer Geistlicher und Administrator, Rektor der Karlsuniversität |       |       |

## März
| Tag      | Name                      | Beruf, bekannt als             | Alter | Beleg |
| -------- | ------------------------- | ------------------------------ | ----- | ----- |
| 29. März | Gianfrancesco II. Gonzaga | Markgraf von Mantua            | 52    |       |
| März     | Dorothea von Brandenburg  | Herzogin von Sachsen-Lauenburg |       |       |

## April
| Tag       | Name                            | Beruf, bekannt als                          | Alter | Beleg |
| --------- | ------------------------------- | ------------------------------------------- | ----- | ----- |
| 12. April | Georgius Eberhard               | Abt im Kloster St. Blasien                  |       |       |
| 15. April | Heinrich von Württemberg        | Graf von Württemberg-Mömpelgard (1473–1482) | 70    |       |
| 16. April | Wolfgang Kolberger              | bayerischer Politiker                       |       |       |
| 18. April | Sibylle von Bayern              | Kurfürstin von der Pfalz                    | 29    |       |
| 19. April | Thüring Fricker                 | Schweizer Politiker                         |       |       |
| 21. April | Domenico Fancelli               | italienischer Bildhauer                     |       |       |
| 28. April | Madeleine de la Tour d’Auvergne | Mutter Katharina von Medicis                |       |       |

## Mai
| Tag     | Name                        | Beruf, bekannt als                                                     | Alter | Beleg |
| ------- | --------------------------- | ---------------------------------------------------------------------- | ----- | ----- |
| 2. Mai  | Leonardo da Vinci           | italienischer Künstler und Universalgelehrter                          | 67    |       |
| 3. Mai  | Magnus Hundt                | deutscher Mediziner und Anthropologe                                   |       |       |
| 4. Mai  | Lorenzo di Piero de’ Medici | Herzog von Urbino (1516–1519); Herr von Florenz (1513–1519)            | 26    |       |
| 9. Mai  | Jodocus Trutfetter          | deutscher Theologe (katholisch), Logiker, Rhetoriker und Philosoph     |       |       |
| 13. Mai | Artus Gouffier de Boisy     | französischer Staatsmann                                               | 44    |       |
| 18. Mai | Michael Kollin              | salzburgischer Geistlicher                                             |       |       |
| 28. Mai | Bernardo Bembo              | venezianischer Senator, Vize-Doge und Botschafter der Republik Venedig | 85    |       |

## Juni
| Tag      | Name                    | Beruf, bekannt als                                                | Alter | Beleg |
| -------- | ----------------------- | ----------------------------------------------------------------- | ----- | ----- |
| 2. Juni  | Philipp von Luxemburg   | Kardinal der römisch-katholischen Kirche                          |       |       |
| 8. Juni  | Leonhard von Keutschach | österreichischer Geistlicher, Erzbischof von Salzburg (1495–1519) |       |       |
| 24. Juni | Lucrezia Borgia         | italienisch-spanische Renaissancefürstin                          | 39    |       |

## Juli
| Tag      | Name                 | Beruf, bekannt als | Alter | Beleg |
| -------- | -------------------- | --- | ----- | ----- |
| 3. Juli  | Gallus Kopf          | Bibliothekar des Klosters St. Gallen                                                                                        |       |       |
| 3. Juli  | Degenhart Pfäffinger | deutscher Adliger | 48    |       |
| 27. Juli | Zanobi Acciaioli     | Dominikaner und vatikanischer Bibliothekar                                                                                  | 58    |       |
| 29. Juli | Wolfgang             | Graf von Ortenburg |       |       |
| 31. Juli | Johannes Enen        | deutscher römisch-katholischer Geistlicher, Weihbischof in Trier, Titularbischof in Azotus und Rektor der Universität Trier |       |       |

## August
| Tag        | Name                 | Beruf, bekannt als                      | Alter | Beleg |
| ---------- | -------------------- | --------------------------------------- | ----- | ----- |
| 11. August | Johann Tetzel        | Ablassprediger und Gegenspieler Luthers |       |       |
| 14. August | Steffen Arndes       | deutscher Buchdrucker                   |       |       |
| 20. August | Luigi de’ Rossi      | Kardinal der katholischen Kirche        | 45    |       |
| 23. August | Philibert Berthelier | Genfer Politiker und Freiheitskämpfer   |       |       |

## September
| Tag           | Name                 | Beruf, bekannt als                                                     | Alter | Beleg |
| ------------- | -------------------- | ---------------------------------------------------------------------- | ----- | ----- |
| 9. September  | René de Prie         | französischer Kardinal der katholischen Kirche                         |       |       |
| 18. September | John Colet           | britischer katholischer Priester und Theologe                          |       |       |
| 21. September | Hans Backoffen       | deutscher Bildhauer der Spätgotik                                      |       |       |
| 22. September | Johann Mohr von Leun | Nassau-Dillenburger Politiker, kurmainzischer Politiker und Hofrichter |       |       |

## November
| Tag          | Name                   | Beruf, bekannt als                                                                     | Alter | Beleg |
| ------------ | ---------------------- | -------------------------------------------------------------------------------------- | ----- | ----- |
| 4. November  | Georg Fischer          | Benediktiner, Abt des Klosters Zwiefalten und der Reichenau                            |       |       |
| 10. November | Juan de Escalante      | spanischer Konquistador                                                                |       |       |
| 20. November | Andries Boelens        | Bürgermeister von Amsterdam                                                            | 64    |       |
| 27. November | Antoine Bohier Du Prat | französischer Erzbischof und Kardinal                                                  |       |       |
| 30. November | Michael Wolgemut       | deutscher Maler und Meister des Holzschnitts; Vertreter der älteren fränkischen Schule |       |       |

## Dezember
| Tag          | Name                          | Beruf, bekannt als                  | Alter | Beleg |
| ------------ | ----------------------------- | ----------------------------------- | ----- | ----- |
| 2. Dezember  | Maddalena de’ Medici          | Tochter von Lorenzo il Magnifico    | 46    |       |
| 25. Dezember | Rudolf von Langen             | deutscher Domkanoniker und Humanist |       |       |
| 25. Dezember | Adam Schönwetter von Heimbach | deutscher Jurist                    |       |       |

## Datum unbekannt
| Tag       | Name                              | Beruf, bekannt als                                                        | Alter | Beleg |
| --------- | --------------------------------- | ------------------------------------------------------------------------- | ----- | ----- |
|           | Alexander Bening                  | niederländischer Maler                                                    |       |       |
|           | Sebold Bocksdorfer                | Bildschnitzer, Bildhauer, Schnitzer, Plastiker und Kunsthandwerker        |       |       |
|           | Günther von Bünau                 | deutscher Theologie und Domdekan                                          |       |       |
|           | Gregor Günther                    | deutscher Kirchenrechtler                                                 |       |       |
|           | William Grocyn                    | englischer Humanist, Altphilologe                                         |       |       |
|           | Hans von Ulm                      | württembergischer Maurer und Steinmetz                                    |       |       |
|           | Jo Gwang-jo                       | koreanischer Politiker und neokonfuzianischer Philosoph                   |       |       |
|           | Juan de Flandes                   | niederländischer Maler der Renaissance                                    |       |       |
|           | Kunz von der Rosen                | Berater und Hofnarr Kaiser Maximilians I.                                 |       |       |
|           | Johann Lindemann                  | sächsischer Beamter und Kommunalpolitiker                                 |       |       |
|           | Diogo Ortiz de Vilhegas           | portugiesischer Kosmograph, Theologe und Bischof spanischer Herkunft      |       |       |
|           | Jan Polack                        | spätgotischer Maler                                                       |       |       |
|           | Alonso de Proaza                  | spanischer Humanist des Prerrenacimiento und Hochschullehrer für Rhetorik |       |       |
|           | Lukas Schleppel                   | Titularbischof, Weihbischof in Speyer                                     |       |       |
|           | Johann Snell                      | deutscher Buchdrucker                                                     |       |       |
|           | Daniel Wassiljewitsch Schtschenja | Fürst aus dem litauischen Haus Gediminas                                  |       |       |
| im Sommer | Hans Meiger von Werde             | deutscher Steinmetz und Architekt                                         |       |       |
|           | Dietrich Wichwael                 | Weihbischof in Köln                                                       |       |       |